# Baleo
Nella mitologia greca,  Baleo  era il nome di uno dei compagni di Eracle che lo aiutò nelle sue imprese.

## Il mito
Eracle durante il compimento delle sue dodici fatiche fu aiutato da tantissimi amici che vedevano in lui un compagno ed un eroe su cui contare. Uno di loro fu Baleo, abile guerriero che aiutò il semidio durante la cattura della mandria di Gerione. Durante il lungo viaggio Baleo morì in una delle isole che dopo presero il nome da lui, le Baleari.

### Moderna
- Anna Maria Carassiti, Dizionario di mitologia classica, Roma, Newton, 2005, ISBN 88-8289-539-4.